# Hromosvod (hudební skupina)
Hromosvod je pražská folk-rocková hudební skupina, založená roku 1994. 
Jedná se o autorskou tvorbu Ondřeje Fencla (mj. 5P Luboše Pospíšila, Oskar Petr, Marsyas, Schodiště, trio s Vladimírem Mertou či Janem Hrubým). Oproti původnímu folk-rocku hraje dnes Hromosvod barevněji, více pro písničku, méně na odiv.
Zpěváka, kytaristu a klávesistu Fencla doprovází na elektrickou kytaru Vojtěch Jindra (m.j. Bran), na housle Hana Kašpárek Vyšínská (mj. ex-Inflagranti), na basu Jaryn Janek (mj. K. Střihavka, Krucipüsk…) a liberecký bubenický matador Tomáš Marek (ex-Lucie, Kollerband...).

## Současná sestava
- Ondřej Fencl – zpěv, klávesy, akustická kytara, guitalele, foukací harmonika
- Vojtěch Jindra – elektrická kytara, akustická kytara, zpěv
- Hana Kašpárek Vyšínská – housle, zpěv
- Jaryn Janek – baskytara, zpěv
- Tomáš Marek – bicí, zpěv

## Diskografie
- 17 Lízátek CD, Indies Records, 2004
- Svitavy CD, vlastní náklad, 2006
- Zimní čas CD, OF records, 2010
- Divoký ticho Žižkova, Galén, 2015
- Na kraji nebe, Galén 2020